# Terra Firme

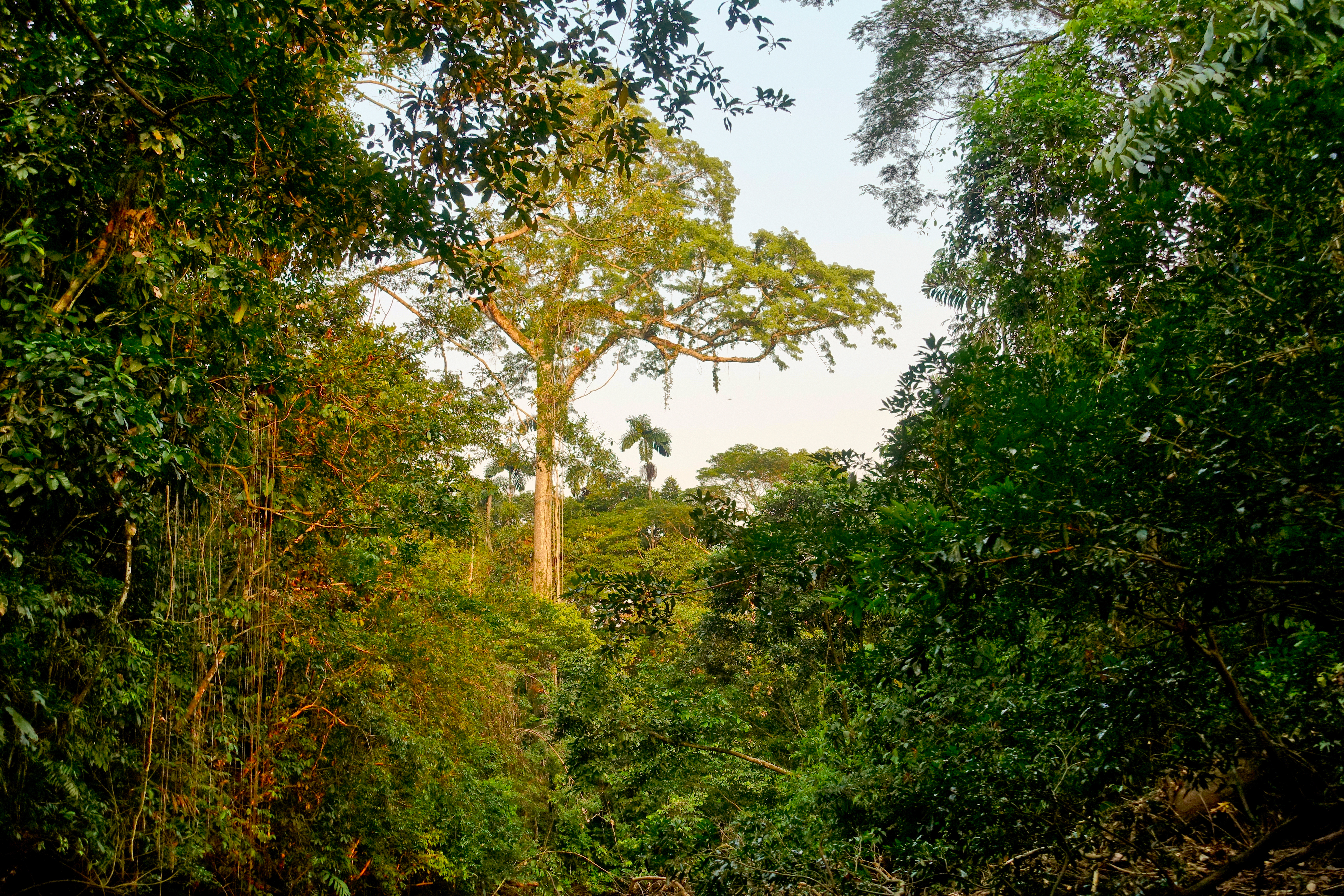
Typisch für die Terra firme-Wälder sind die Emergenten: Einzelne Bäume, die das Kronendach des Waldes deutlich überragen

Terra firme (portug.) oder Tierra firme (span.) heißt übersetzt „festes Land“ und ist eine lokale Bezeichnung in Südamerika für das Ökosystem des tropischen Tieflandregenwaldes (insbesondere im Amazonasbecken) außerhalb der Überschwemmungsgebiete der Flüsse.
Er wird unterschieden von den Regenwald-Ökosystemen im regelmäßigen Überflutungsbereich: Wälder im Überflutungsbereich von sedimentreichen Weißwasserflüssen werden dabei Várzea, solche im Überflutungsbereich von  huminsäurereichen Schwarzwasserflüssen Igapó genannt. Diese Überflutungswälder, obwohl auch zu den artenreichsten Waldtypen der Erde gehörend, erreichen dabei nicht die Biodiversität der Terra-firme-Wälder.

## Charakterisierung
Der typische Terra-firme-Wald liegt im Amazonasbecken in mehr oder weniger ebener Lage in Meereshöhen von weniger als 100 Metern. Er nimmt grob abgeschätzt etwa die Hälfte der Fläche des Regenwalds insgesamt ein. In seiner Physiognomie und im Erscheinungsbild ähnelt er tropischen Regenwäldern andernorts, auch auf anderen Kontinenten. Typisch ist, dass der größte Teil der Biomasse in der Vegetation selbst festgelegt ist, während der Boden, meist ein lateritischer Ferralsol, sehr arm an Humus und Biomasse ist und kaum Pflanzennährstoffe speichert. Der Kronenraum ist typischerweise mehrfach geschichtet. Auch auf den meist armen Böden ist er sehr baumartenreich; bei einer Untersuchung von drei Untersuchungsflächen in Zentralamazonien von je einem Hektar wurden zum Beispiel gezählt: 285 Arten aus 47 Familien, 280 Arten aus 48 Familien und 280 Arten aus 44 Familien.
Im westlichen Amazonasbecken wurden folgende Untertypen unterschieden, die in ähnlicher Form auch in den anderen Teilen vorkommen:
- Terra-firme-Niederterrassen: häufigster Typ, auf ebenen Terrassen abseits von Flüssen, auf lehmigen Böden. Die Kronenschichthöhe beträgt mindestens 20 Meter, einzelne Übersteher bis 45 Meter, der oberirdische Biomassevorrat etwa zwischen 400 und 560 Tonnen pro Hektar.
- Terra-firme-Hochterrassen: Dieser Waldtyp liegt direkt anschließend an tief eingeschnittene Wasserläufe (lokal barrancos genannt), wird aber nicht oder nur selten überflutet.
- Palmen-Sümpfe (lokal bosques de quebrada). Diese liegen in versumpften Niederungen der Terra firme, sie erhalten ihr Wasser nicht durch Überflutungen der Flüsse, sondern durch Regenwasser. Sie sind typischerweise arm an Baumarten. Palmen wie die Buriti-Palme (oder morichal) Mauritia flexuosa können Dominanzbestände aufbauen. Die Kronenschicht erreicht etwa 12 bis 30 Meter Höhe.
- Terra-firme-Wälder auf weißem Sand (Caatinga, andere Namen Campina Amazônica, Campinarana oder Pseudocaatinga): Wälder auf extrem nährstoffarmem Quarz-Podsol. Bessere Varianen (varillal) sind noch recht geschlossene Wälder mit Kronenschichthöhe zwischen 10 und 20 Metern, eingesprengt liegen aber buschwaldartige Formationen (chamizal), die kaum 3 Meter Höher erreichen, mit eingestreuten Einzelbäumen bis 8 Meter Höhe, und offene, heideartige Flächen (bana).

Aufgrund der hohen Dynamik der Flüsse im Amazonasbecken, unterstützt durch das geringe Relief, verlagern die Flüsse recht regelmäßig ihren Lauf. Dies kann dazu führen, dass auch Wälder, die sich heute als typische Terra firme darstellen, in historischer Zeit Überschwemmungswälder waren; dies ist bei der Analyse der Artenzusammensetzung zu beachten.